# Mempo Giardinelli
Oscar Alfredo Ramón Giardinelli (Resistencia, 2 agosto 1947) è uno scrittore e giornalista argentino.

## Biografia
Di origine abruzzese, il nonno Gaetano emigrò da Filetto in provincia di Chieti nel 1895 e fu tra i fondatori del Partito Socialista Argentino. Mempo si esiliò in Messico durante l'ultima dittatura militare in Argentina (1976-1984) e rientrò in patria all'epoca del governo democratico di Raúl Alfonsín dove vive ancora oggi. Nel 1986 fondò la rivista letteraria Puro Cuento, che diresse fino al 1992.
Nel 1993 ricevette il premio Rómulo Gallegos, nel 2006 ha ricevuto un dottorato Honoris Causa dall'Università di Poitiers, in Francia, vinse il Premio Nazionale del romanzo in Messico (1983) e il Premio Grandes Viajeros 2000 in Spagna e infine In Italia ha ricevuto il Premio Grinzane Montagna 2007 e il Premio speciale Acerbi per la letteratura di viaggio 2009. Nel maggio 2013 è stato insignito del Premio Andrés Sabella in Cile.